# 高遵甫
高遵甫（?—?），亳州蒙城（今安徽省蒙城县）人。北宋大臣，高琼之孙，高继勋之子。
高遵甫官至北作坊副使。嘉祐八年（1063年），宋英宗即位，以高遵甫之女高滔滔为皇后，追赠高遵甫檢校太傅、保信軍節度使，其妻鹿郡君曹氏为沂國太夫人，樂壽郡君李氏为均國太夫人。治平四年（1067年），宋神宗即位。二月十三日，追赠高遵甫太保兼中書令，曹氏燕國太夫人，李氏魏國太夫人。熙寧元年（1068年）十二月十二日，追赠高遵甫太傅、尚書令兼中書令；曹氏魏國太夫人，李氏吳國太夫人。熙宁四年（1071年）九月二十一日，追赠高遵甫太師；母曹氏陳國太夫人，李氏越國太夫人。熙宁七年（1074年）十二月三日，追赠高遵甫太師、中書令兼尚書令、武功郡王；母曹氏秦國太夫人，李氏燕國太夫人。熙宁十年（1077年）十二月十一日，追赠高遵甫為衛王；母曹氏周國太夫人，李氏周國太夫人。
元丰八年（1085年），宋哲宗即位，三月廿六，令中外避高遵甫名。滕元发、邓润甫、刘正夫都曾经避讳高遵甫的名字。太皇太后高氏说：“外家私讳颁未久，不可以妨寒士。”不再避讳。四月二十四日，追赠太師、開府儀同三司、魯王高遵甫為兗王；魯國太夫人曹氏贈兗國太夫人。元祐四年（1089年）十月八日，追赠唐王高遵甫為周王；吳國太夫人曹氏為越國太夫人，秦漢國太夫人李氏進封荊雍國太夫人。元祐七年（1092年）十二月十六日，追赠周王高遵甫為陳王；越國太夫人曹氏為鎮國太夫人，荊雍國李氏為豫陳國太夫人。